# Edma Abouchdid
Edma Abouchdid (1909-11 de octubre de 1992) fue una obstetra y ginecóloga libanesa . Abouchdid se convirtió en una reconocida especialista en infertilidad, y sus  pacientes incluía familias reales del Medio Oriente. Abogó por la planificación familiar en un momento en que la promoción de la anticoncepción en el Líbano se castigaba con penas de prisión.

## Primeros años
Nacida en Brasil, Abouchdid creció en el Líbano y decidió a los 15 años que quería ser médica. En ese momento, se esperaba que las mujeres libanesas simplemente eligieran buenos maridos en lugar de seguir una educación superior. En 1924, la Universidad Americana de Beirut (AUB) anunció que estaría abierta a admitir mujeres en su facultad de medicina. Abouchdid pudo cumplir con los criterios para la admisión a la escuela de medicina en 1926, pero tuvo que hacerse pasar por dos años mayor que su edad real.
La admisión de Abouchdid a la escuela de medicina dependía de la capacidad de la escuela para reclutar a una segunda estudiante. El decano no quería que Abouchdid ingresara a la escuela de medicina como la única mujer en una clase de 70 estudiantes. La aceptación de Abouchdid en la escuela casi fracasó cuando su compañera de clase, que venía de los EE. UU., decidió casarse en lugar de asistir a la escuela de medicina. Sin embargo, el decano de AUB finalmente permitió que Abouchdid se inscribiera de todos modos. Abouchdid se graduó de la facultad de medicina de la AUB en 1931; durante varios años, fue la única estudiante o graduada de medicina de la escuela.

## Carrera
Abouchdid quería ser obstetra y ginecóloga, pero era consciente del impacto que su género podría tener en su credibilidad en la especialidad. Había pocas mujeres en medicina en el Medio Oriente, y ella pensó que al trabajar en obstetricia, la confundirían con una partera. Primero decidió convertirse en pediatra, donde podría establecer una reputación como médica competente antes de ingresar a obstetricia y ginecología. Se formó en pediatría y obstetricia en París y Londres antes de trabajar durante varios años en el Royal Medical College de Bagdad.
En 1945, Abouchdid comenzó un período de tres años de formación de posgrado en los Estados Unidos, adquiriendo experiencia en la Universidad Johns Hopkins , la Universidad de Duke y la Universidad de Columbia. Durante su estadía en los EE. UU., estuvo expuesta a los avances en endocrinología reproductiva e infertilidad , y eso se convirtió en un enfoque particular para el resto de su trabajo en medicina. Al regresar al Líbano, Abouchdid estableció una clínica de infertilidad, se unió a la facultad de la AUB y comenzó una asociación de médicas libanesas. Se convirtió en una experta en el tratamiento de la infertilidad, tratando tanto a hombres como a mujeres y sirviendo a algunas de las familias reales en el Medio Oriente.
En la década de 1950, Abouchdid estaba involucrado en la medicina a nivel mundial, después de haber sido nombrado secretaria nacional libanés de la Asociación Internacional de Fertilidad. [4] Visitó los EE. UU. nuevamente en 1958 como invitada de Robert Hardy Andrews y su esposa, y habló en apoyo de la presencia militar de los EE. UU. en el Medio Oriente para facilitar la independencia libanesa. [5]

## Vida posterior
Abouchdid fundó la Asociación de Planificación Familiar del Líbano y fue su primera presidenta. Para 1970, la asociación estaba trabajando para cambiar las opiniones y la legislación relacionada con la anticoncepción en el Líbano, pero el grupo limitó cuidadosamente sus actividades porque la promoción, posesión o venta de anticonceptivos estaba asociada con una sentencia de prisión de seis  a doce meses. Por sus contribuciones a la medicina, Abouchdid fue honrada con una medalla de caballería de la Orden Ecuestre del Santo Sepulcro de Jerusalén , una distinción que antes estaba reservada para los hombres. Se retiró en 1985 y murió de problemas cardíacos siete años después.